# Värsttjärnarna (Lycksele socken, Lappland, 717832-161421)
Värsttjärnarna är en sjö i Lycksele kommun i Lappland och ingår i Umeälvens huvudavrinningsområde. Sjön har en area på 0,0221 kvadratkilometer och ligger 302 meter över havet.

## Delavrinningsområde
Värsttjärnarna ingår i det delavrinningsområde (718327-161110) som SMHI kallar för Utloppet av Rusträsket. Medelhöjden är 314 meter över havet och ytan är 55,89 kvadratkilometer. Räknas de 6 avrinningsområdena uppströms in blir den ackumulerade arean 231,45 kvadratkilometer. Rusbäcken (Sörbäcken) som avvattnar avrinningsområdet har biflödesordning 2, vilket innebär att vattnet flödar genom totalt 2 vattendrag innan det når havet efter 183 kilometer. Avrinningsområdet består mestadels av skog (71 procent). Avrinningsområdet har 11,08 kvadratkilometer vattenytor vilket ger det en sjöprocent på 19,8 procent.